# Manuel Urrutia Lleó
Manuel Urrutia Lleó, kubanski politik, * 8. december 1901, Yaguajay, provinca Las Villas, Kuba, † 5. julij 1981, New York,ZDA.
Lleó je bil predsednik Kube leta 1959.